# Motueka (hop)
Motueka is een hopvariëteit, gebruikt voor het brouwen van bier.
Deze hopvariëteit is een “aromahop”, bij het bierbrouwen voornamelijk gebruikt vanwege zijn aromatische eigenschappen. Deze triploïde soort is ontwikkeld in Nieuw-Zeeland door het Nieuw-Zeelandse HortResearch. Het is een kruising tussen Saaz (1/3) en een Nieuw-Zeelandse hopvariëteit (2/3).

## Kenmerken
- Alfazuur: 5 – 7,5%
- Bètazuur: 5 – 5,5%
- Eigenschappen: smaak en aroma van citrus (citroen en limoen)